# RDS-6
RDS-6（ロシア語: Реактивный Двигатель Специальный,  Reaktivnyi Dvigatel Specialniy; 「特別なジェットエンジン」、またはロシア語: Rossiya Delayet Sama;「ロシアは自力で成し遂げた」、またはロシア語: Reaktivnyi Dvigatel Stalina; 「スターリンのジェットエンジン」）は、1953年8月12日に実施されたソビエト連邦初の核融合兵器実験。アメリカ合衆国が付けたコードネームはJoe-4（Joe-1からの通し番号）。 

## 概要
RDS-6は真の水素爆弾ではなく、メガトン級の核融合兵器というよりは、ブースト型核分裂兵器であった。これは核分裂燃料と核融合燃料を互層で配置したもので、スロイカ型（ロシア語: Слойка、階層ケーキ型の一つとして後で名付けられた）としてソビエトでは知られていた。RDS-6では、ウラン235をコアとし、重水素化リチウム6、さらに天然ウランで覆ったものとされる。同様のデザインは、アメリカでもアラームクロック型として理論立てられていたが、実際にテストされる事はなかった。
ソビエトの熱核爆弾開発では、初期には2種類のデザインが研究されていた。その一つはスロイカ型（RDS-6s）で、もう一つはツルーバ型（RDS-6t）である。ツルーバ型は2段階方式の核融合兵器でガンバレル式爆弾のプライマリーとアメリカと同様に重水素-三重水素の核融合のセカンダリーを使用するクラシカルスーパー方式であった。しかしながら、1952年にアメリカがマーシャル諸島で核融合装置の実験（アイビー作戦）を行なうと、それに対抗するためにスロイカ型がより有効であると考えられ開発の優先権が与えられた。
RDS-6は核出力400キロトンで爆発実験がなされた（30mの鉄塔上に設置）。ソビエトの物理学者ユーリ・ハリトンは、RDS-6の核出力のうち15から20%が核融合、残りは核融合で放出された中性子により威力が増強された核分裂反応によるものと見積もった。しかしスロイカ型は単段階反応の核兵器であり、真の水爆の様に、多段階反応により核出力を増強させることはできない（核融合兵器との違いの詳細はテラー・ウラム型を参照のこと）。
RDS-6は真の水爆では無かったにもかかわらず、ソビエトの外交宣伝によってその威力はメガトン級にまで誇張された。ソビエトは、アメリカ最初の熱核兵器とは違った型の水爆を配備したと主張した（例えば、爆撃機からの投下も可能ということなど）。このソビエトの主張にもかかわらず、アメリカの専門家はRDS-6が真の水爆かどうかを論議した。アメリカは1954年までは配備可能な水爆を開発することができなかったが、スロイカ型が本格的に配備される事も無かったのである。
ソビエト最初の真の水爆実験は、1955年11月22日に実施されたRDS-37であり、RDS-6を含めてこれらは全てカザフスタンのセミパラチンスク核実験場で行われた。

## 人体実験
同実験に際しては、付近の村の住民を特定の場所に集めた上で実験を行った。これは人体実験だったと見られており、彼らはその後放射能による健康被害に苦しむこととなる。1993年8月7日に放送された『NHKスペシャル 核実験 戦慄の記録 ～旧ソ連・秘密都市の40年～』において、実験跡地の映像（測定では通常の1,500倍の放射線レベルを示した）および当時3人だけ生き残っていた住民のインタビューが放送された。